# Meuselbach-Schwarzmühle
Meuselbach-Schwarzmühle település Németországban, azon belül Türingiában. Lakosainak száma 1064 fő (2017. december 31.).

## Népesség
A település népességének változása:

| 2017 | 1 064 |